# Siemens Desiro
Siemens Desiro — семейство пассажирского скоростного моторвагонного подвижного состава производства фирмы Siemens AG. Desiro выпускаются как в дизельном, так и в электрическом варианте.

## Версии Siemens Desiro
Существуют четыре основных версии Desiro:

### Desiro Classic
Самая распространённая версия, используется в центральной и восточной Европе. Состав дизельного варианта обычно состоит из двух или трёх секций, электрического — из четырёх-шести. Кабины управления — с обоих концов. Колесные пары располагаются под кабинами и «гармошками» между секциями (тележки Якобса). Длина одной секции — 16 м, в каждой секции одна пара дверей.
Остальные версии формируются из четырёхосных односекционных вагонов, с возможностью прохода через весь поезд.

#### Desiro Classic - базовая модель
Всего в период с 2000 по 2008 годы были произведены 305 составов по 2 вагона, приводимых в движение дизельным двигателем.
Основными заказчики базовой двухвагонной модели Desiro Classic стали:
- HHGB Hornbaekbahnen (1 поезд),
- Nordwestbahn from Angel Trains (6 поездов),
- MAV Hungarian State Railway (23 поезда),
- SNTFC Romanian State Railway (120 поездов),
- Danish State Railways from Angel Trains (12 поездов),
- Connex from Angel Trains (12 поездов),
- Vogtlandbahn (24 поезда),
- Greek State Railways (8 поездов),
- Austrian Federal Railways (60 поездов),
- Hessische Landesbahn HLB (6 поездов),
- Bulgarian State Railways BDŽ (25 поездов),
- Nordjyske Jernbaner, Denmark (7 поездов),
- Siemens’ ETCS experimental vehicle (1 поезд).

В отделке поезда используются качественные материалы, освещение формируется направленными и заполняющими источниками освещения. 60 % вагонов - низкопольные, высотой 575 мм. В поездах имеется туалет, приспособленный для пользования пассажирами с ограниченными возможностями, все вагоны оборудованы климат-контролем. Установлены адаптеры для посадки пассажиров на коляске. Для комфорта пассажиров используется пневматическая подвеска. В составе - 123 кресла для пассажиров.

#### Class 642

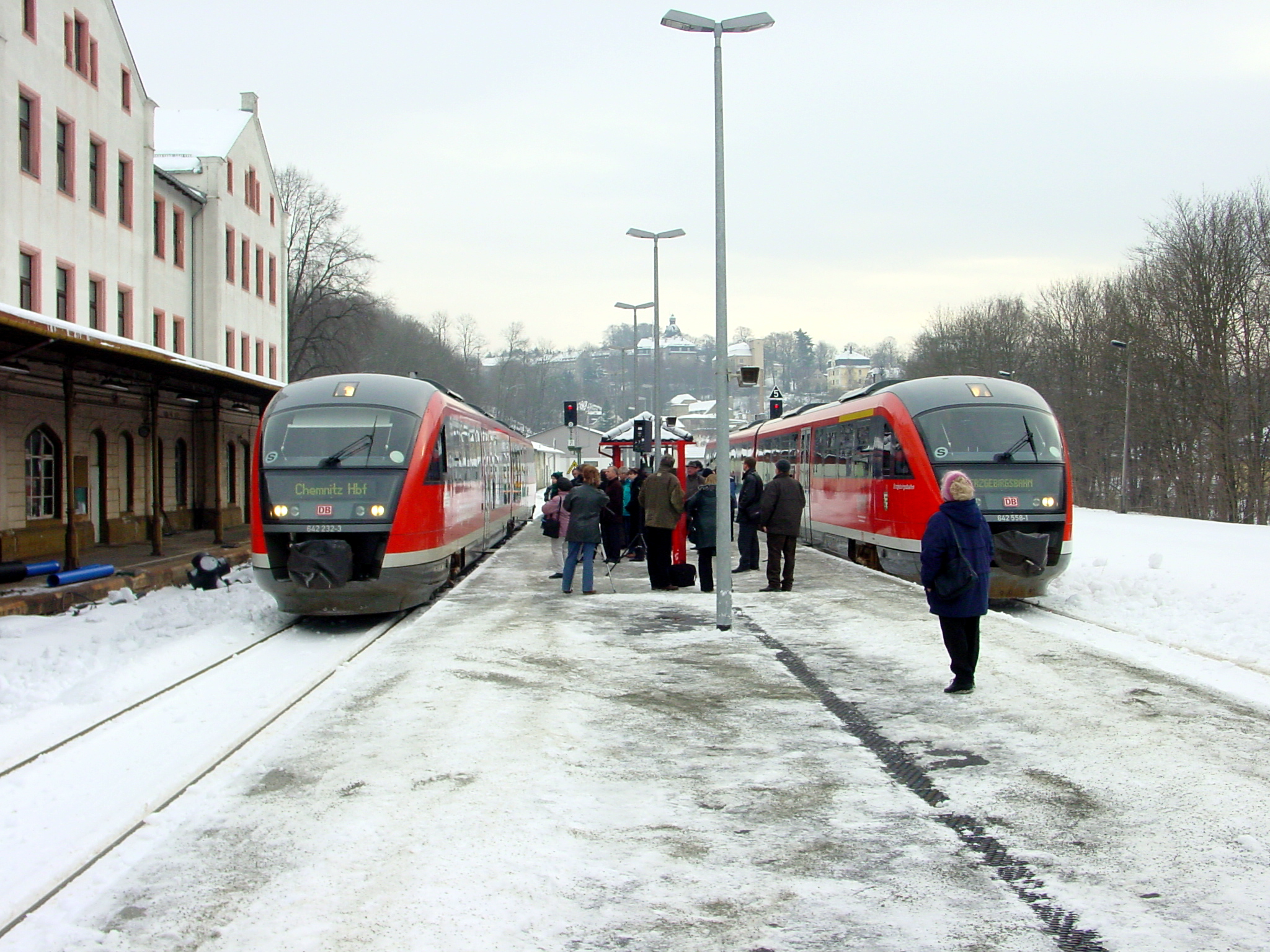
Class 642

Двухвагонные поезда в количестве 234 составов были изготовлены в период с 2000 по 2003 годы по заказу German Rail DB AG. Состав приводится в движение двумя дизельными двигателями мощностью 275 kW каждый.

#### Desiro Classic VT642 NCTD

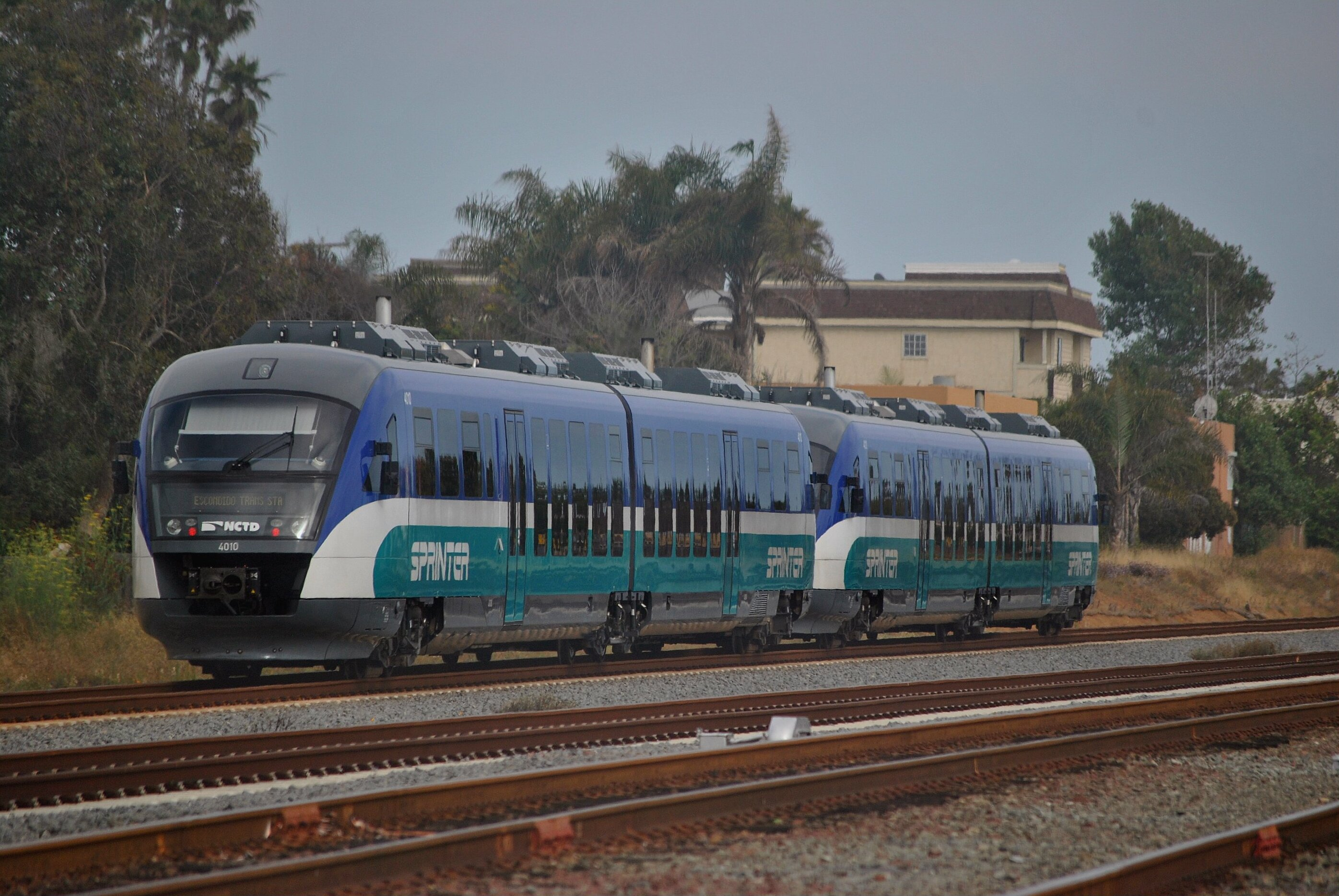
Сдвоенный Desiro DMU в США

В 2006 году для Калифорнии было изготовлено 12 двухвагонных составов по заказу транспортного агентства North County Transit District. От варианта для немецких железных дорог поезда отличались отсутствием туалета и одноклассной компоновкой, благодаря чему количество кресел увеличилось до 128 штук. В поезде используются по два дизельных двигателя мощностью по 315 kW и комплектуются усиленной системой кондиционирования.

#### Class 312

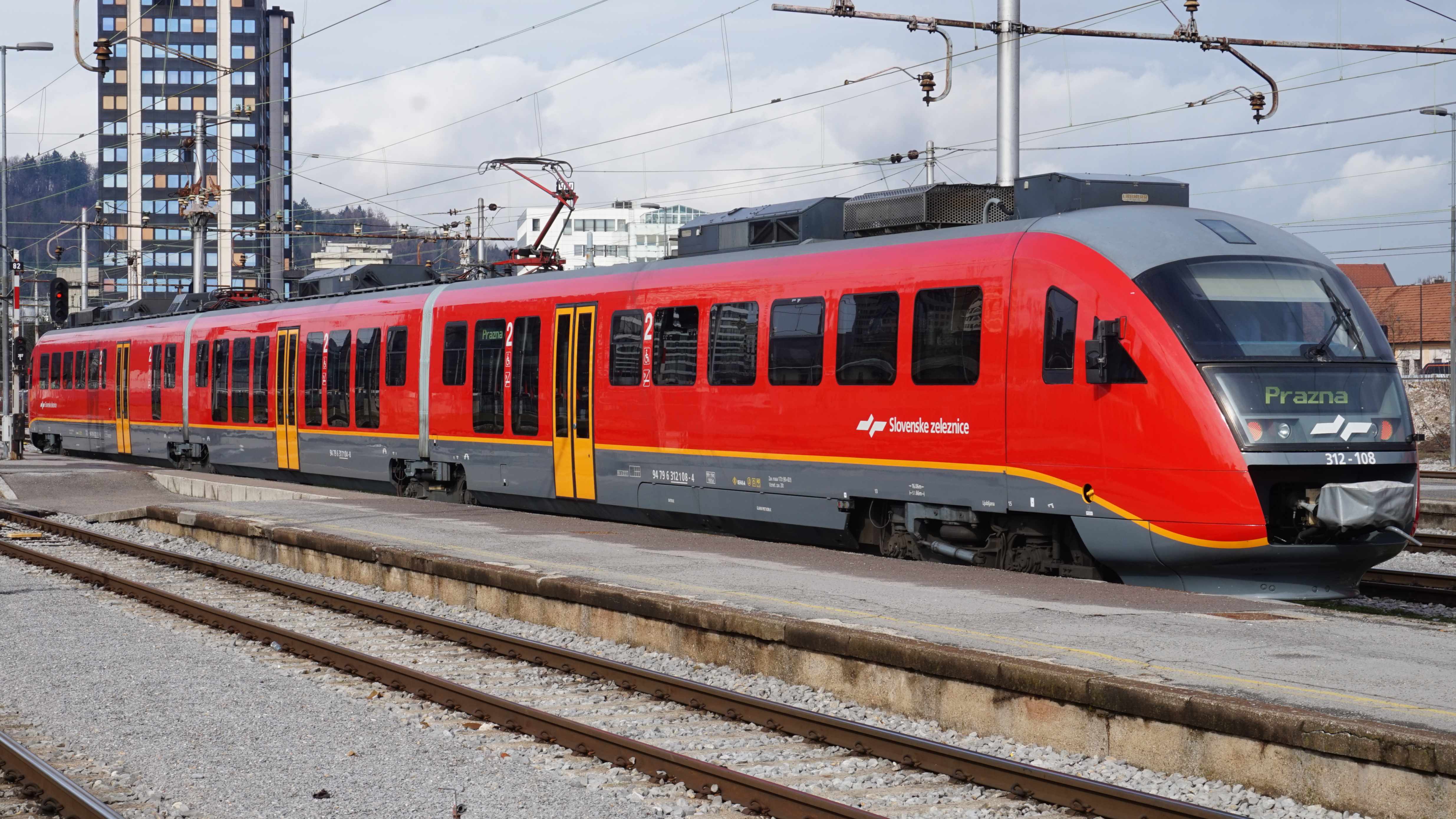
Class 312-1

Для железных дорог Словении были произведены 10 составов, состоящих из 2 вагонов со 133 креслами (Class 312-0) и 20 составов по 3 вагона со 188 креслами (Class 312-1). Поезд приводится в движение постоянным током. Заказ был выполнен в 2000 - 2001 годах конгломератом из Siemens AG, Siemens Transportation Systems и TVT (Словения)

#### Desiro OSE

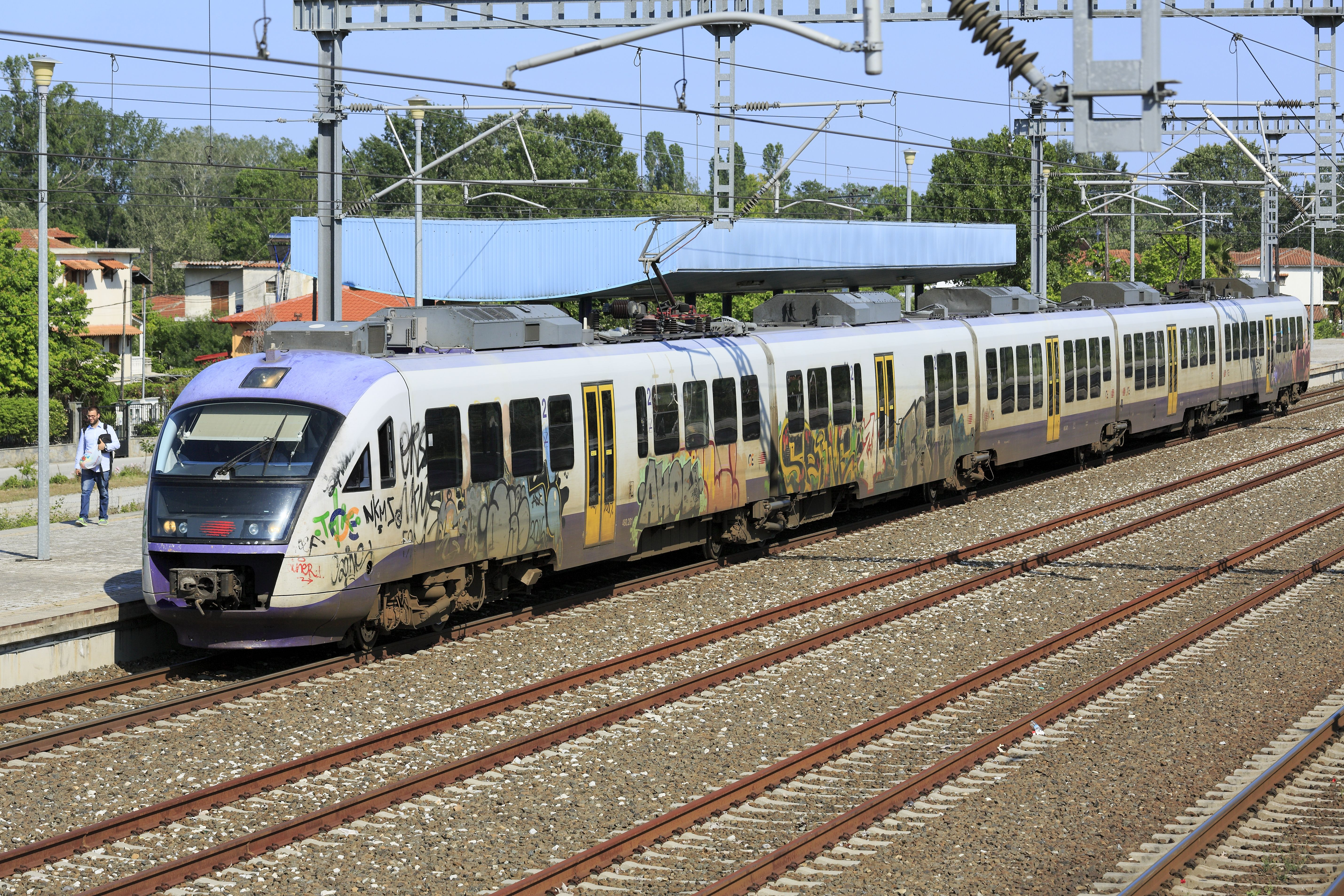
Desiro EMU в Греции

Версия для железных дорог Греции. В 2004 году было произведено 20 составов по 5 вагонов каждый. В движение поезда приводятся от сети переменного тока (25 kV/50 Hz). Максимальная скорость - 160 км/ч. Поезда изготовлены консорциумом в составе Siemens AE (Греция) и Hellenic Ship Yards под руководством Siemens AG (Германия).

#### Desiro ET

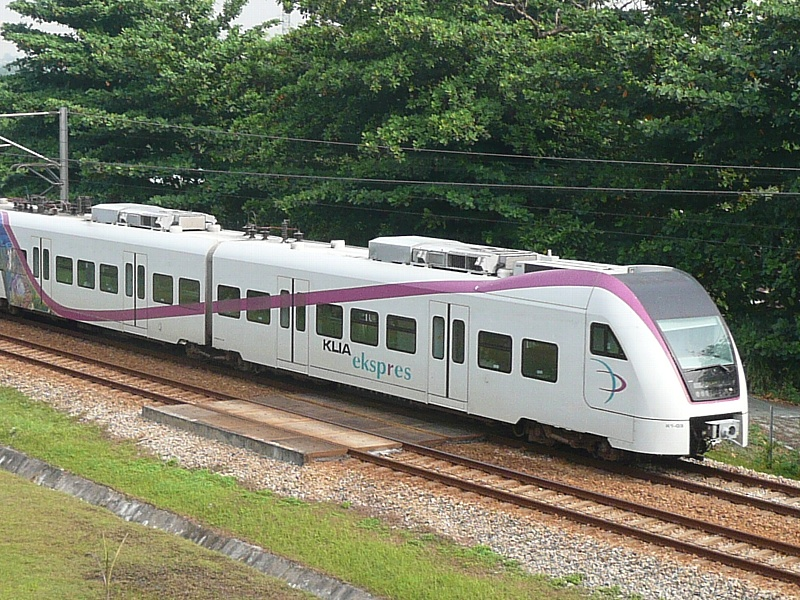
Desiro ET - KLIA ekspres

Были изготовлены две версии поездов: более комфортные, эксплуатирующиеся в качестве экспресса в аэропорт KLIA Ekspres (произведено 8 составов по 4 вагона, вмещающих 156 сидящих пассажиров), и с базовой отделкой для использования на том же маршруте, но в режиме местной электрички со всеми остановками - KLIA Transit (произведено 4 состава по 4 вагона, вмещающих 144 сидячих и 396 стоячих мест). В движение поезда приводятся от сети переменного тока (25 kV/50 Hz). От остальной линейки Desiro Classic поезда отличаются дизайном и оборудованием. Заказ был выполнен в 2001 - 2002 годах.

#### Desiro BDŽ

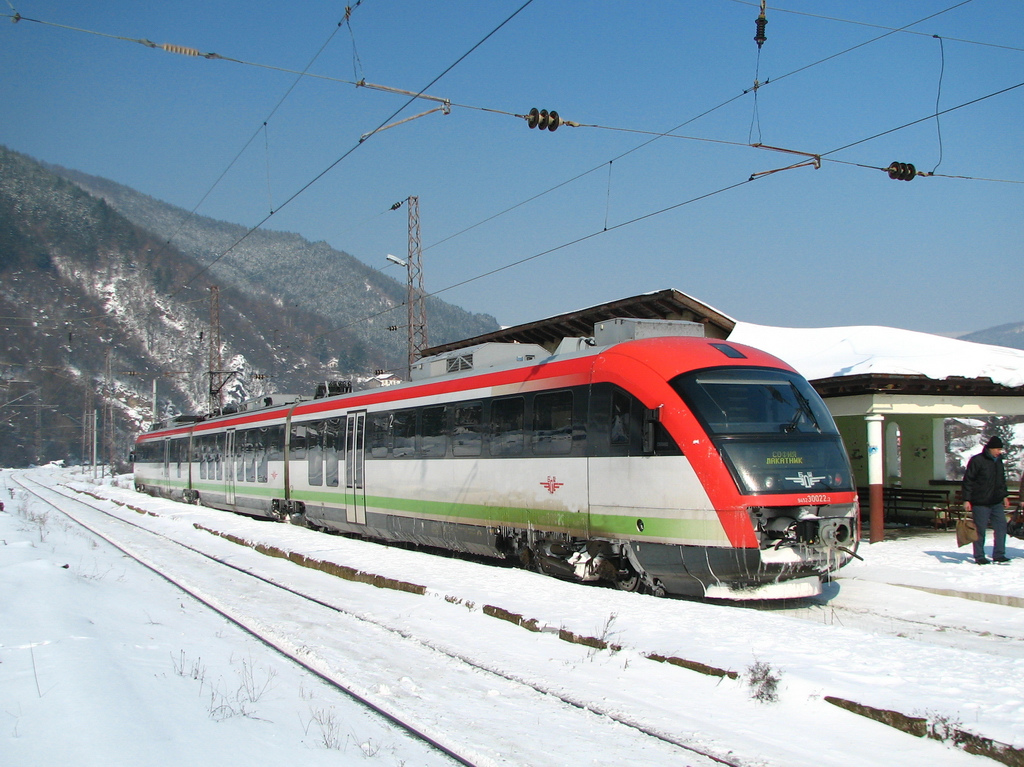
Desiro EMU в Болгарии

Болгарские железные дороги (BDŽ) стали заказчиком 15 составов по 3 вагона (состав рассчитан на 190 сидящих пассажира) и 10 составов по 4 вагона (состав рассчитан на 254 сидящих пассажира). В движение поезда приводятся от сети переменного тока (25 kV/50 Hz) и часть от дизельной тяги. Заказ был выполнен в 2007 - 2008 годах.

### Desiro UK
Британский вариант состава. Производился на различных заводах для эксплуатации в Великобритании.
| Серия       | Изображение | Эксплуатант           | Начало производства | Количество, шт   | Тип двигателя                | Количество вагонов в составе, шт. | Длина вагона, м | Выход с торца состава |
| ----------- | ----------- | --------------------- | ------------------- | ---------------- | ---------------------------- | --------------------------------- | --------------- | --------------------- |
| Class 185   |             | TransPennine Express  | 2006                | 51               | дизельный                    | 3                                 | 23              | нет                   |
| Class 185   |             |                       |                     |                  |                              |                                   |                 |                       |
| Class 350/1 |             | West Midlands Trains  | 2004                | 30               | Переменного/Постоянного тока | 4                                 | 20              | да                    |
| Class 350/1 |             |                       |                     |                  |                              |                                   |                 |                       |
| Class 350/2 | 2008        | West Midlands Trains  | 37                  | Переменного тока | 4                            | 20                                | да              |                       |
| Class 350/2 |             |                       |                     |                  |                              |                                   |                 |                       |
| Class 350/3 | 2014        | West Midlands Trains  | 10                  | Переменного тока | 4                            | 20                                | да              |                       |
| Class 350/3 |             |                       |                     |                  |                              |                                   |                 |                       |
| Class 350/4 | 2013        | West Midlands Trains  | 10                  | Переменного тока | 4                            | 20                                | да              |                       |
| Class 350/4 |             |                       |                     |                  |                              |                                   |                 |                       |
| Class 360/1 |             | East Midlands Railway | 2003                | 21               | Переменного тока             | 4                                 | 20              | нет                   |
| Class 360/1 |             |                       |                     |                  |                              |                                   |                 |                       |
| Class 360/2 |             | Rail Operations Group | 2005                | 5                | Переменного тока             | 5                                 | 23              | нет                   |
| Class 360/2 |             |                       |                     |                  |                              |                                   |                 |                       |
| Class 380/0 |             | ScotRail              | 2010                | 22               | Переменного тока             | 3                                 | 23              | да                    |
| Class 380/0 |             |                       |                     |                  |                              |                                   |                 |                       |
| Class 380/1 |             | ScotRail              | 2010                | 16               | Переменного тока             | 4                                 | 23              | да                    |
| Class 380/1 |             |                       |                     |                  |                              |                                   |                 |                       |
| Class 444   |             | South Western Railway | 2004                | 45               | Постоянного тока             | 5                                 | 23              | да                    |
| Class 444   |             |                       |                     |                  |                              |                                   |                 |                       |
| Class 450   |             | South Western Railway | 2003                | 127              | Постоянного тока             | 4                                 | 20              | да                    |
| Class 450   |             |                       |                     |                  |                              |                                   |                 |                       |

### Desiro ML
Siemens Desiro Mainline — вариант для более продолжительных поездок. Самая новая модель, выпускается с 2007 года. Именно эта модель станет совместной продукцией с компанией Синара и будет производиться на заводе Уральские локомотивы (Desiro RUS). Предполагается выпуск трёх- и пятивагонных составов. Моторные вагоны — головные, по две пары дверей на вагон.

### Desiro Double Deck
Двухэтажный вариант, формируется из четырёхосных односекционных вагонов. Фактически копия нидерландских и чешских двухэтажных электричек. Сейчас используется только в S-Bahn Цюриха.
Все варианты, кроме ML, рассчитаны на использование на местных (пригородных) линиях. Конструкционная скорость — до 160 км/ч (Classic — 120 км/ч).

## Siemens Desiro Rus

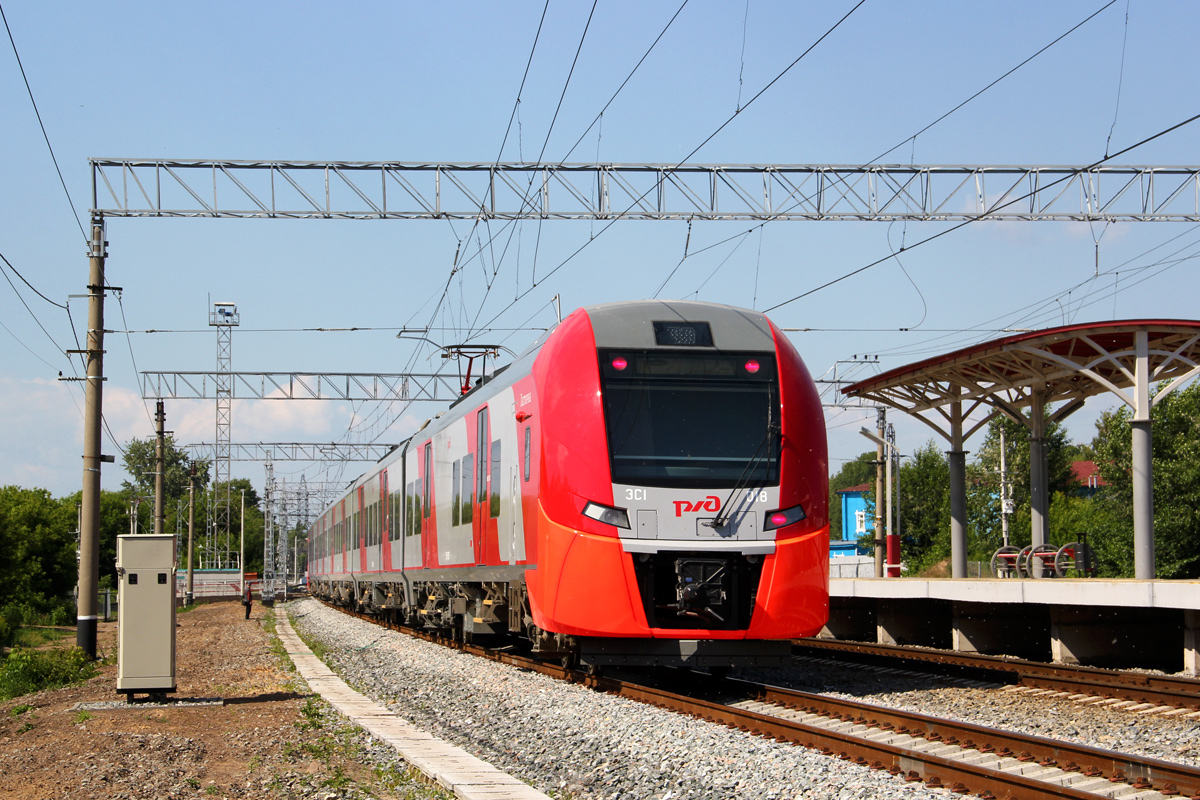
Электропоезд «Ласточка» на станции Вахитово в Казани

29 декабря 2009 года компания Российские железные дороги подписала контракт с Siemens на поставку 54 электропоездов Siemens Desiro Rus стоимостью 410 миллионов евро для аэроэкспрессов Зимних Олимпийских игр в Сочи, которые прошли в 2014 году. Изначально планировалось первые 38 составов произвести в Германии, остальные 16 (на которые был заключён предварительный контракт) — на заводе «Уральские локомотивы» в России, но от налаживания производства двухсистемных поездов российский завод отказался, и в итоге оставшиеся 16 составов также были построены в Германии.
В марте 2011 года ООО «Уральские локомотивы» (СП «Сименс АГ» и группы «Синара») и ООО «Аэроэкспресс» создают совместное предприятие по производству поездов Siemens Desiro Rus в России. Производство составов осуществляется на предприятии «Уральские локомотивы» в Верхней Пышме (Свердловская область). Запуск производства состоялся в начале 2012 года. Согласно планам, завод будет производить для РЖД порядка 200 вагонов ежегодно. К 2017 году 80 процентов производства этих поездов локализовано в России. К 2021 году будет построено 240 поездов.
Локализованные для России версии поездов Siemens Desiro Rus получили название «Ласточка».

### Фотографии

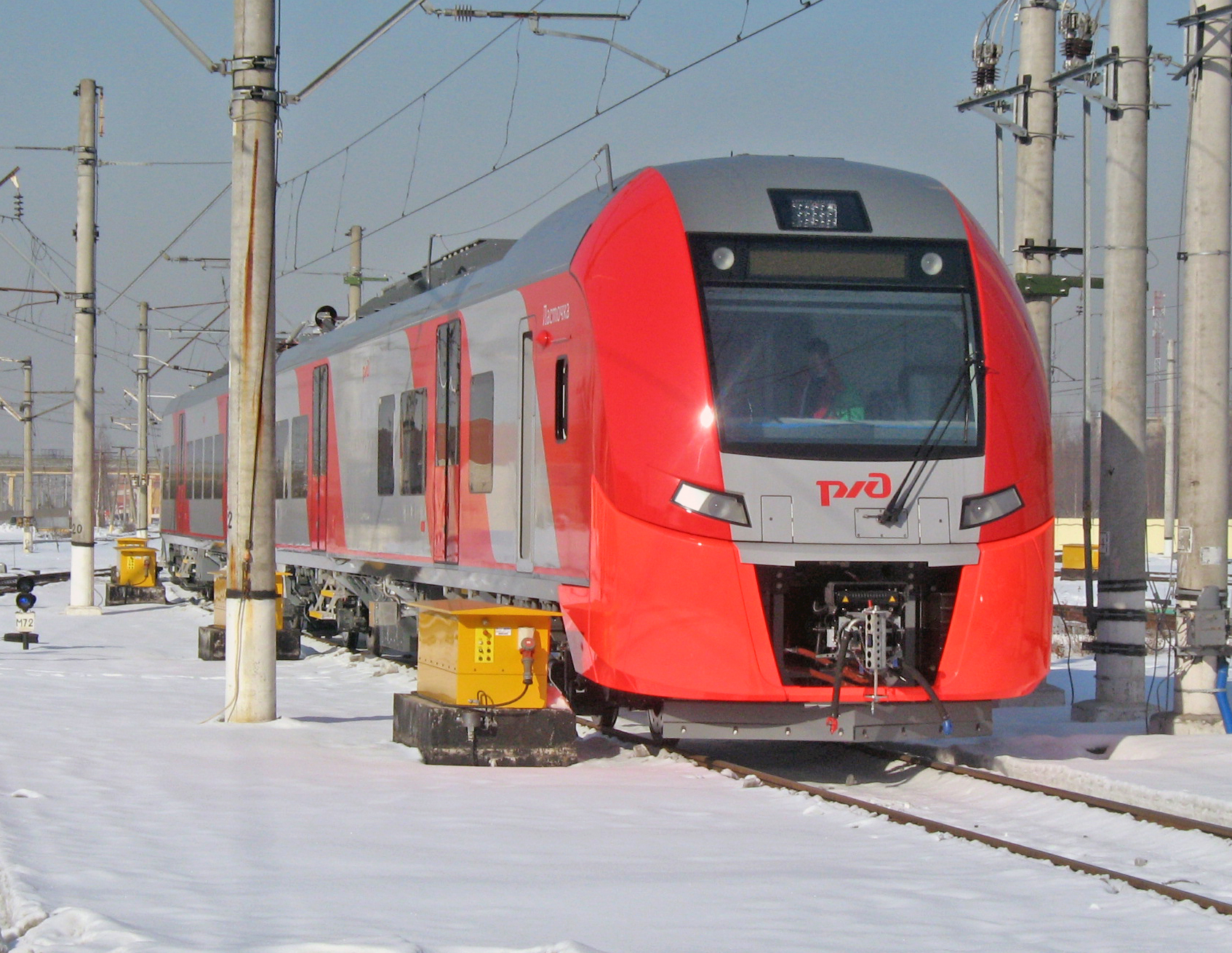
Электропоезд «Ласточка» прибывает в депо Металлострой
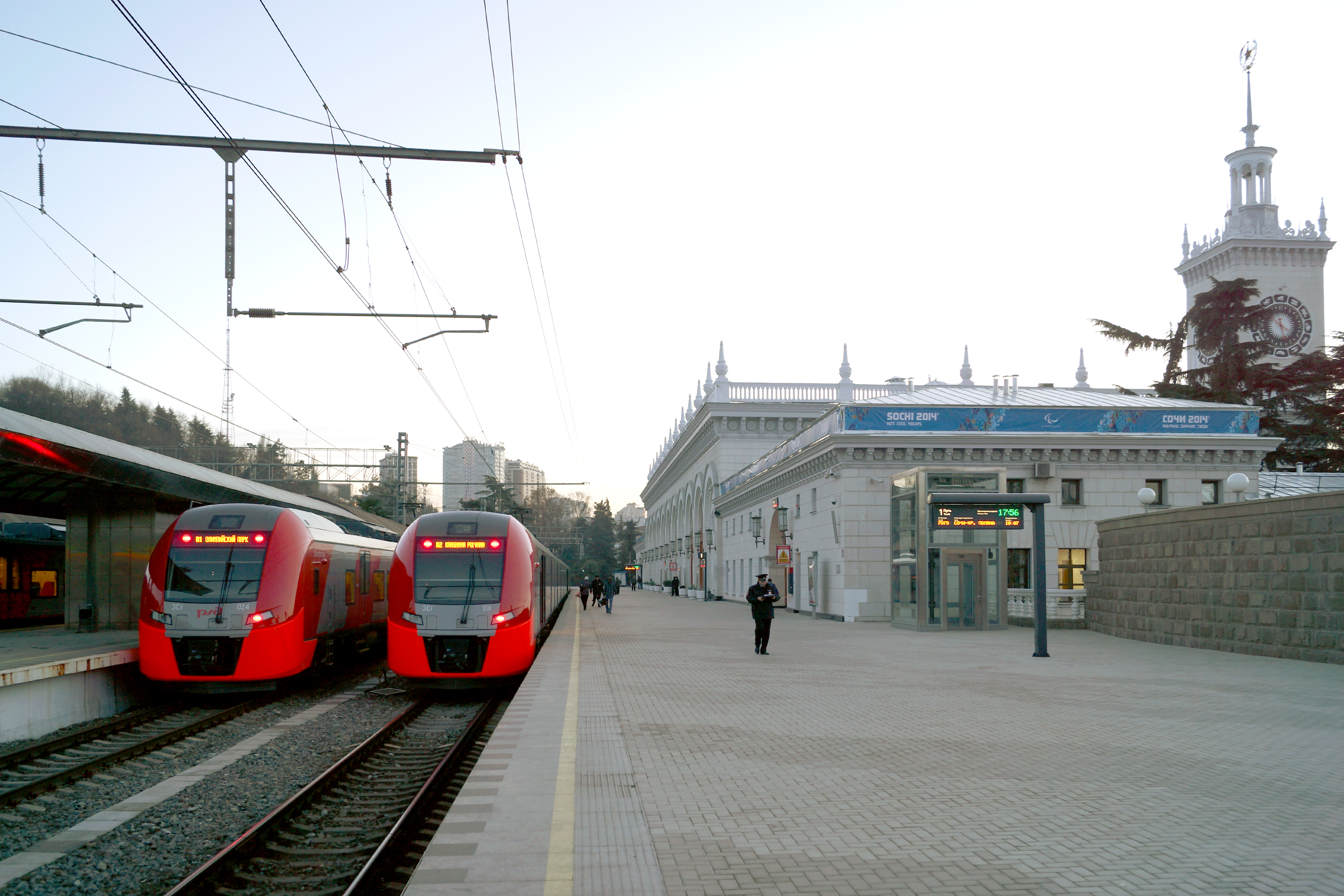
Электропоезда «Ласточка» на вокзале Сочи
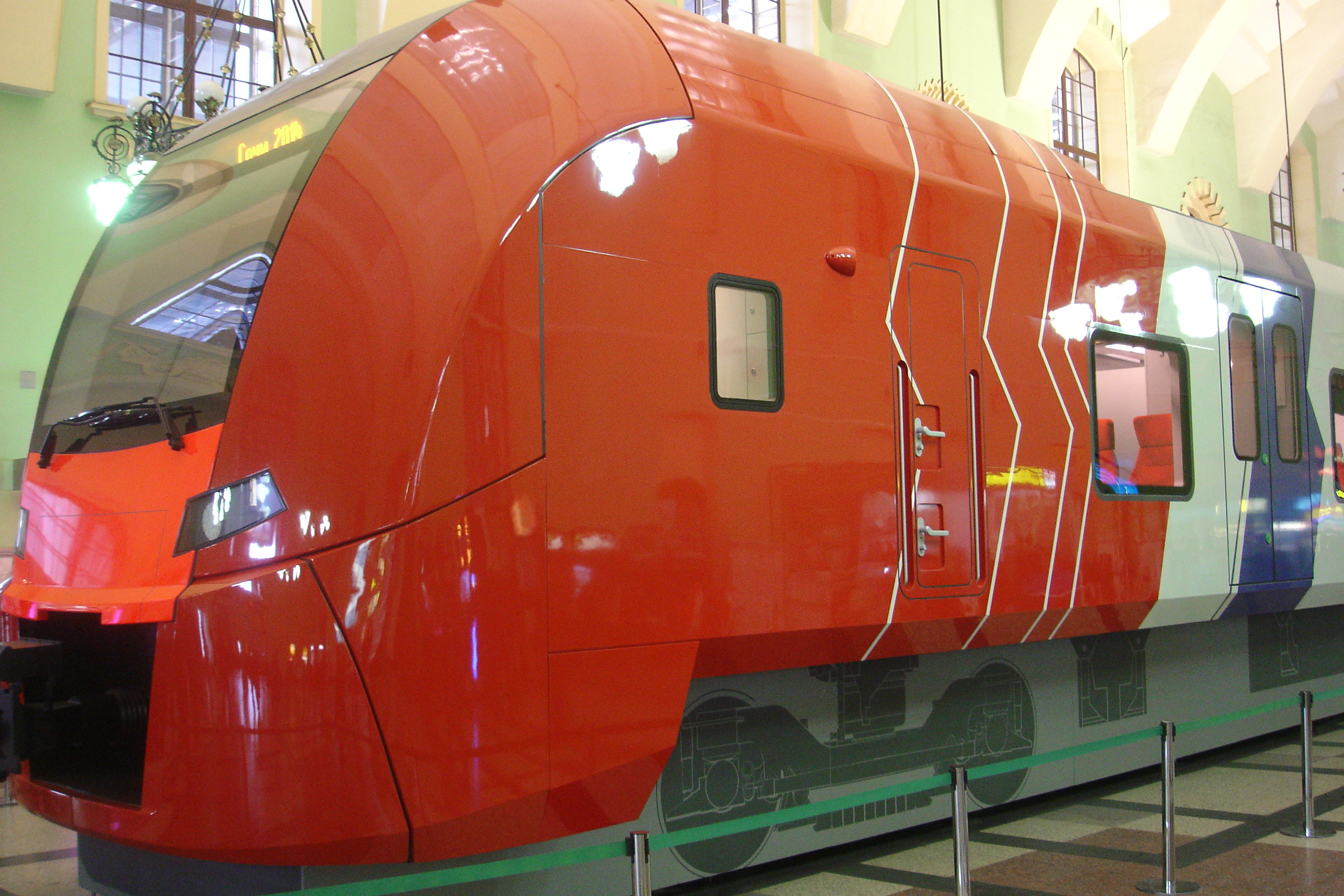
Макет вагона состава Siemens Desiro ML RUS, презентация. Москва, 2010 год
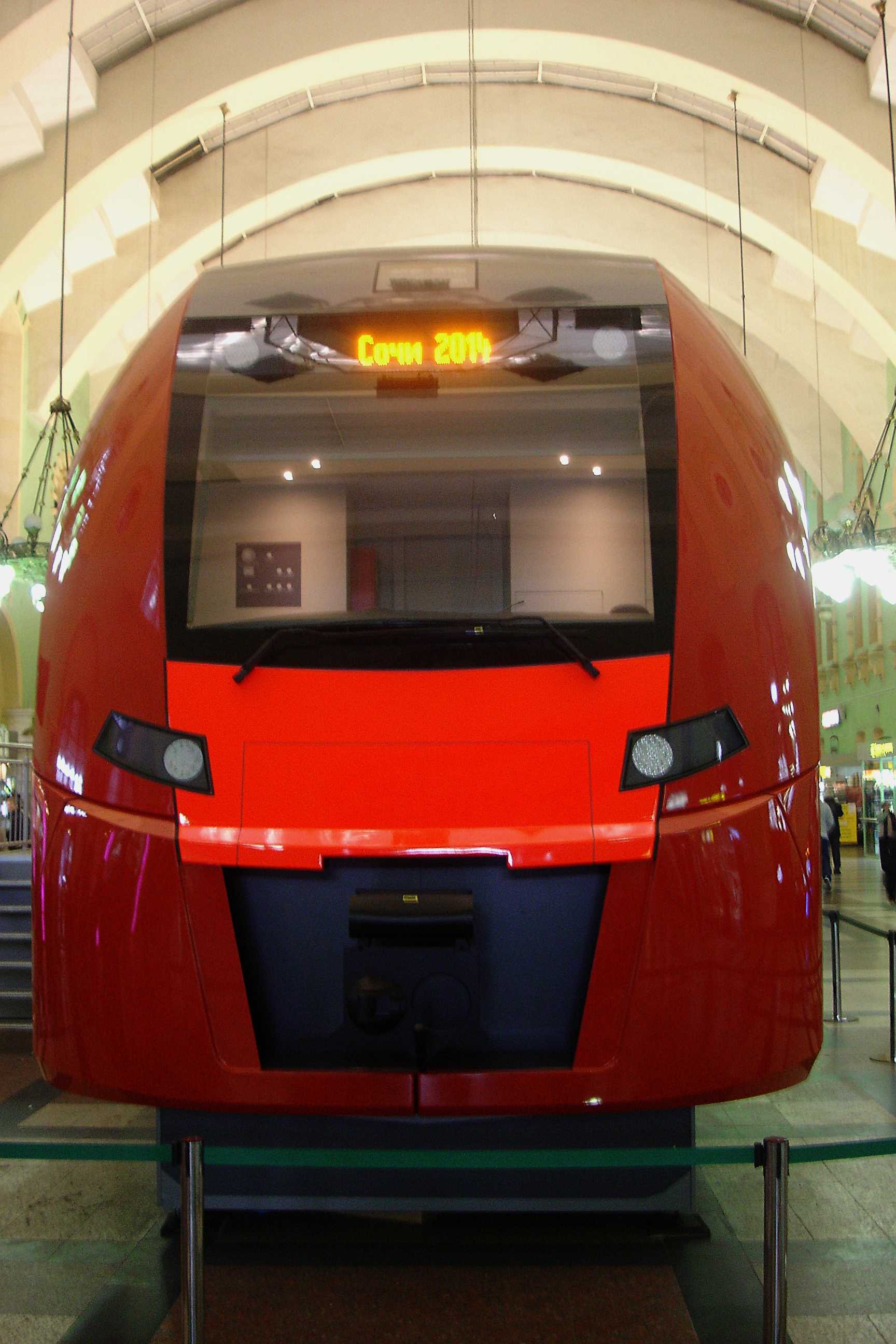
Презентация Siemens Desiro ML Rus «Ласточка». Модель корпуса, Казанский вокзал, Москва, 2010 год
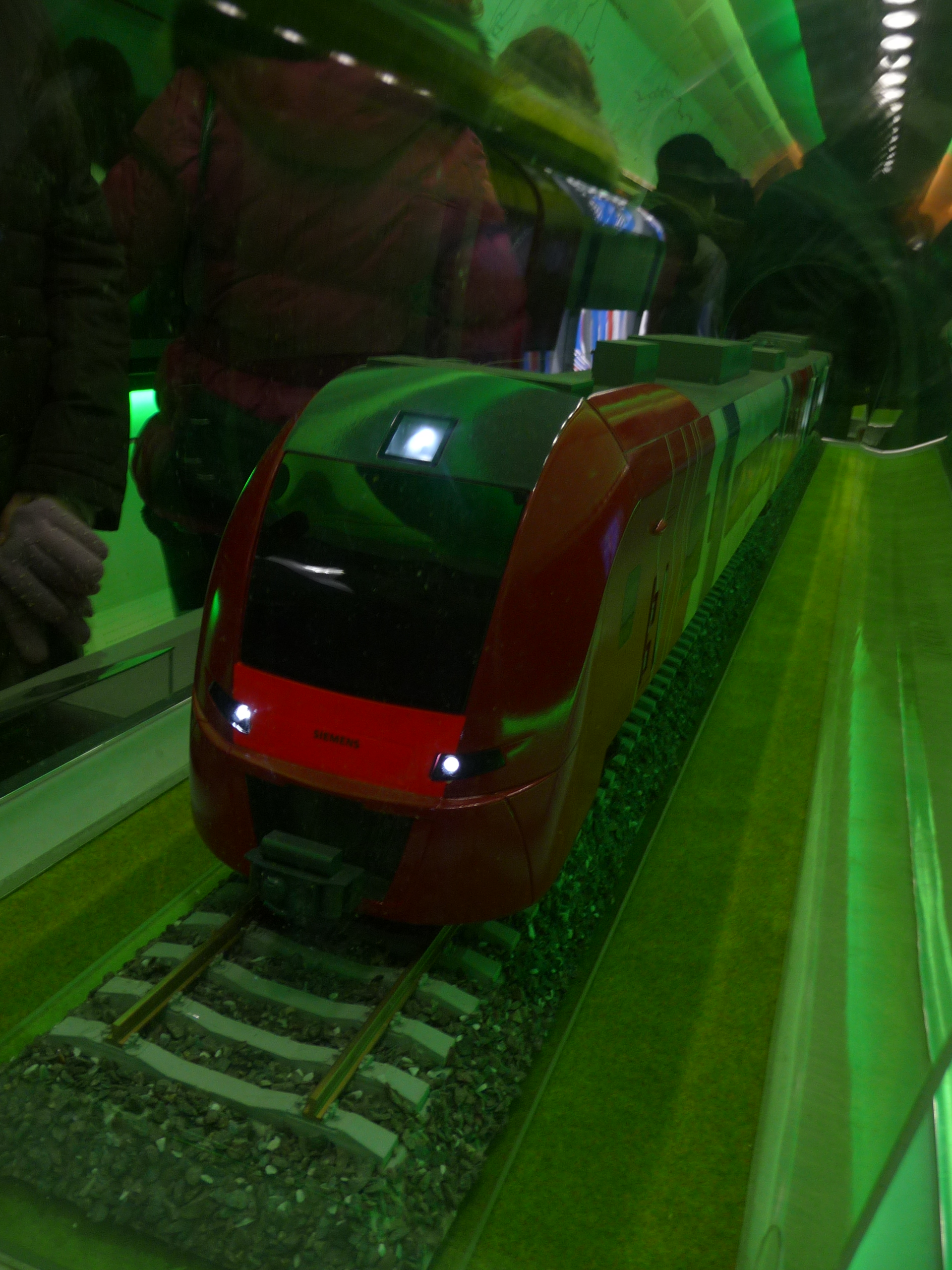
Макет Siemens Desiro на передвижной выставочно-лекционный выставке РЖД
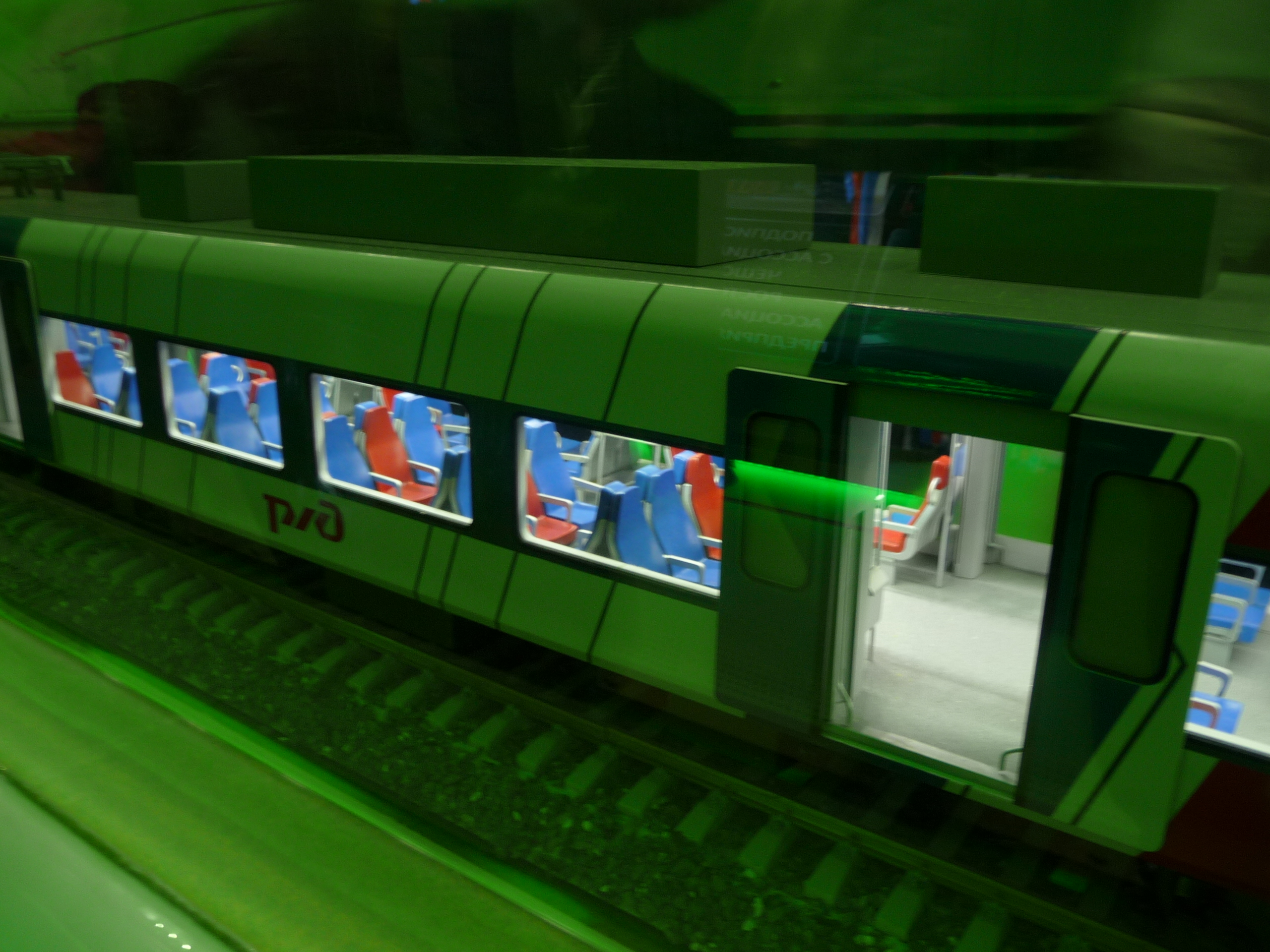
Макет вагона Siemens Desiro
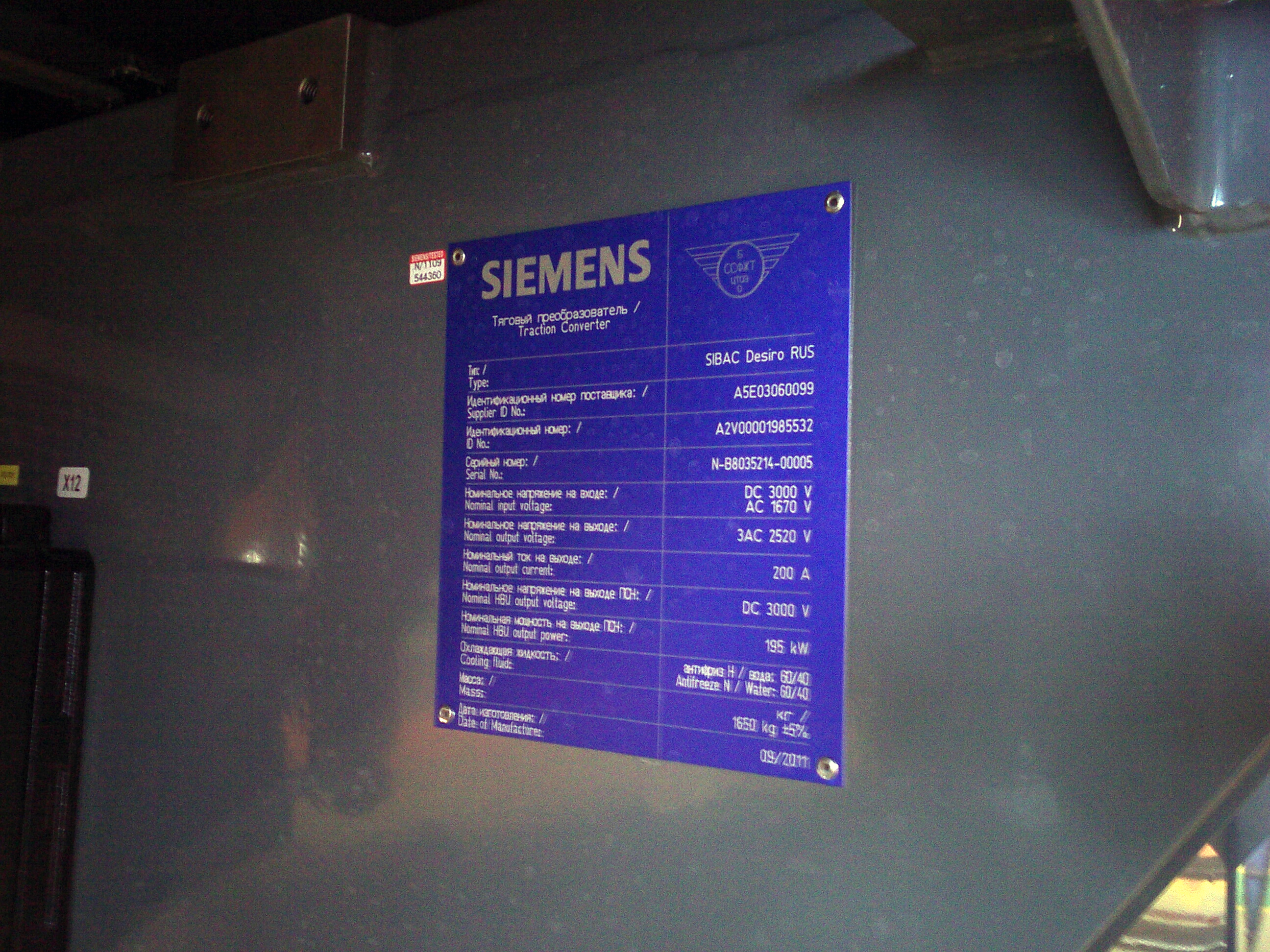
Характеристики тягового преобразователя электропоезда Desiro Rus

## Операторы
- Desiro Classic
  -  DB Regio AG (Class 642) (233 состава)
  -  Kahlgrund-Verkehrs-Gesellschaft mbH (1)
  -  HHGB Hornbaekbahnen (1)
  -  Nordwestbahn (Angel Trains) (6)
  -  MAV Hungarian State Railway (31)
  -  SNTFC Romanian State Railway (120)
  -  Danske Statsbaner (Angel Trains) (12)
  -  Veolia Verkehr (Angel Trains) (12)
  -  Vogtlandbahn (24)
  -  Организация железных дорог Греции (8)
  -  Österreichische Bundesbahnen(60)
  -  Hessische Landesbahn HLB (6)
  -  BDŽ (50)
  -  Nordjyske Jernbaner (7)
  -  Siemens ETCS экспериментальное транспортное средство (1)
  -  North County Transit District NCTD (12)
- Desiro ML
  -  Transregio (16)
- Desiro RUS
  -  Российские железные дороги (234 состава, в России именуются как ЭС1, ЭС1П, ЭС2Г, ЭС2ГП).